# 변신담
변신담(變身談) 또는 변신 설화(變身說話)는 인간이 인간 아닌 존재로 변신하거나, 인간 아닌 존재가 인간으로 변신하는 이야기이다. 설화의 일종이다.